# Suore missionarie di Ajmer
Le Suore Missionarie di Ajmer (in inglese Mission Sisters of Ajmer) sono un istituto religioso femminile di diritto pontificio: le suore di questa congregazione pospongono al loro nome la sigla M.S.A.

## Storia
La congregazione fu fondata il 26 aprile 1911 dal missionario cappuccino Fortunat-Henri Caumont, vescovo di Ajmer, con l'aiuto di suo sorella Joséphine Caumont, già suora francescana di Santa Maria degli Angeli.
L'istituto, aggregato all'ordine cappuccino dal 14 giugno 1955, ricevette il pontificio decreto di lode nel 1973.

## Attività e diffusione
Le suore lavorano nelle missioni dedicandosi all'istruzione e all'educazione della gioventù in scuole e orfanotrofi e all'assistenza agli ammalati in dispensari e ospedali.
Sono presenti in numerose località dell'India; la sede generalizia è ad Ajmer.
Alla fine del 2008 la congregazione contava 399 religiose in 50 case.